# Mistrovství Evropy v ledním hokeji 1927
12. Mistrovství Evropy v ledním hokeji se konalo od 24. do 29. ledna ve Vídni v Rakousku. Zúčastnilo se jej šest reprezentačních mužstev, která se utkala jednokolovým systémem každý s každým. První titul mistra Evropy zde pro sebe získali hokejisté pořadatelského Rakouska, kteří turnaj vyhráli bez ztráty jediného bodu.

## Průběh
Na šampionát nepřijeli obhájci titulu ze Švýcarska a další vyspělé reprezentace. Naopak se ho poprvé po první světové válce mohli zúčastnit hokejisté Německa. V turnaji se značně projevilo, jak byly jednotlivé země ochotné v minulých letech investovat do zázemí. Ze šesti účastníků pouze českoslovenští hokejisté neměli doma šanci trénovat na umělém ledě. Mužstva se brzy v turnaji rozdělila do dvou skupin, přičemž českoslovenští hokejisté zaujali místo ve druhé polovině tabulky. V předposledním dni dokázali porazit alespoň beznadějně poslední Maďary, kteří na turnaji debutovali. Domácí hokejisty k titulu přivedl kanadský trenér Dempsey. Německo se také na mezinárodní scénu vrátilo pod vedením Kanaďana Roche. Mezi tyto dva týmy se dokázali vklínit Belgičané, kteří s domácími prohráli nejtěsnějším rozdílem. Na turnaji se potvrdil trend minulých mistrovství, protože, pokud pomineme poslední Maďary, padalo celkově opět méně gólů. V československém týmu se našli dokonce pouze dva úspěšní střelci. I to byl jeden z důvodů, proč se vracel domů s doposud nejhorším výsledkem z mistrovství Evropy.

## Výsledky a tabulka
|    |          | AUT | BEL | GER | POL | TCH | HUN | V | R | P | Skóre | B  |
| 1. | Rakousko | *** | 1:0 | 2:1 | 3:1 | 1:0 | 6:0 | 5 | 0 | 0 | 13:2  | 10 |
| 2. | Belgie   | 0:1 | *** | 3:0 | 2:2 | 2:0 | 6:0 | 3 | 1 | 1 | 13:3  | 7  |
| 3. | Německo  | 1:2 | 0:3 | *** | 2:1 | 2:1 | 5:0 | 3 | 0 | 2 | 10:7  | 6  |
| 4. | Polsko   | 1:3 | 2:2 | 1:2 | *** | 1:1 | 6:0 | 1 | 2 | 2 | 11:8  | 4  |
| 5. | ČSR      | 0:1 | 0:2 | 1:2 | 1:1 | *** | 5:0 | 1 | 1 | 3 | 7:6   | 3  |
| 6. | Maďarsko | 0:6 | 0:6 | 0:5 | 0:6 | 0:5 | *** | 0 | 0 | 5 | 0:28  | 0  |

 Rakousko –  Maďarsko	6:0 (4:0, 2:0)
24. ledna 1927 (17:00) – Vídeň (Platz des Wiener Eislaufvereines)

Branky a nahrávky Rakouska: 6. Ulrich Lederer (Herbert Brück), 10. Walter Sell (Ulrich Lederer), 4. Sell, 19. Ulrich Lederer, 21. Ulrich Lederer (Herbert Brück), 32. Walter Sell (Josef Göbel).

Rozhodčí: Andre Poplimont (BEL)
Rakousko: Kurt Wollinger – Alfred Revi, Walter Sell, Peregrin Spevak, Herbert Brück, Ulrich Lederer.

Náhradníci: Josef Göbel, Hans Tatzer.
Maďarsko: Béla Ordódy – Péter Krempels, Géza Lator, Sándor Minder, Tamás Oláh, Béla Weiner.

Náhradníci: István Bethlen, József Révay.
 Československo –  Německo 	1:2 (0:2, 1:0)
24. ledna 1927 (20:30) – Vídeň (Platz des Wiener Eislaufvereines)

Branka a nahrávka Československa: 36. Josef Maleček (Josef Šroubek).

Branky a nahrávky Německa: 10. Horst Orbanowski (Alex Gruber), 17. Erich Römer (Horst Orbanowski).

Rozhodčí: Paul Loicq (BEL)

Vyloučení: 1:2
ČSR: Jan Peka – Jaroslav Pušbauer, Valentin Loos – Jaroslav Jirkovský, Josef Maleček, Josef Šroubek.

Náhradníci: Karel Hartmann, Bohumil Steigenhöfer
Německo: Mathias Leiss – Walter Sachs, Franz Kreisel – Gustav Jaenecke, Erich Römer, Horst Orbanowski.

Náhradníci: Hans Schmidt, Alex Gruber.
 Německo –  Polsko	2:1 (1:1, 1:0)
25. ledna 1927 (17:00) – Vídeň (Platz des Wiener Eislaufvereines)

Branky a nahrávky Německa: 17. Gustav Jaenecke, 22. Gustav Jaenecke (Horst Orbanowski).

Branka a nahrávka Polska: 16. Tadeusz Adamowski.

Rozhodčí: Paul Loicq (BEL)
Německo: Mathias Leiss – Walter Sachs, Hans Schmidt – Alex Gruber, Horst Orbanowski, Gustav Jaenecke.

Náhradníci: Erich Römer, Franz Kreisel.
Polsko: Edmund Czaplicki – Aleksander Kowalski, Lucjan Kulej – Aleksander Tupalski, Tadeusz Adamowski, Kazimierz Zebrowski.

Náhradníci: Kazimierz Sogolowski, Wlodzimierz Krygier, Waclaw Kuchar.
 Československo –  Belgie 	0:2 (0:2, 0:0)
25. ledna 1927 (20:30) – Vídeň (Platz des Wiener Eislaufvereines)

Branka a nahrávka Belgie: 6. Wilhelm Kreitz (Pierre van Reysschoot), 21. Wilhelm Kreitz (Pierre van Reysschoot).

Rozhodčí: Edgar Dietrichstein (AUT)

Vyloučení: 7. Valentin Loos, 18. Jan Peka (v brance Valentin Loos).
ČSR: Jan Peka – Jaroslav Pušbauer, Valentin Loos – Jaroslav Jirkovský, Josef Maleček, Josef Šroubek.

Náhradníci: Karel Hartmann, Jan Krásl.
Belgie: Hector Chotteau – Roger Bureau, Louis Franck – Wilhelm Kraitz, David Meyer, Pierre van Reysschoot.

Náhradníci: Albert Collon, Louis de Ridder.
 Belgie –  Maďarsko	6:0 (2:0, 4:0)
26. ledna 1927 (17:00) – Vídeň (Platz des Wiener Eislaufvereines)

Branka a nahrávka Belgie: 1:0 Roger Bureau, 14. Wilhelm Kreitz, 21. Pierre van Reyschoot, 33. Wilhelm Kreitz (Louis Franck), 35. Wilhelm Kreitz, 39. David Meyer.

Rozhodčí: Jaroslav Řezáč (TCH)
Belgie: Hector Chotteau – Roger Bureau, Louis Franck – Wilhelm Kraitz, David Meyer, Pierre van Reysschoot,

Náhradníci: Albert Collon, Louis de Ridder.
Maďarsko: Béla Ordódy – Péter Krempels, Géza Lator, Sándor Minder, Tamás Oláh, Béla Weiner.

Náhradníci: Frigyes Barna, József Révay.
 Rakousko –  Polsko	3:1 (2:0, 1:1)
26. ledna 1927 (20:30) – Vídeň (Platz des Wiener Eislaufvereines)

Branky a nahrávky Rakouska: 3. Walter Sell (Herbert Brück), 15. Walter Brück, 22. Herbert Brück – 39. Aleksander Tupalski.

Rozhodčí: Wilhelm Holzboer (SUI)
Rakousko: Hermann Weiss – Walter Brück, Walter Sell, Peregrin Spevak, Herbert Brück, Ulrich Lederer.

Náhradníci: Alfred Revi, Josef Göbel.
Polsko: Edmund Czaplicki – Aleksander Kowalski, Lucjan Kulej – Aleksander Tupalski, Tadeusz Adamowski, Kazimierz Zebrowski.

Náhradníci: Kazimierz Sogolowski, Wlodzimierz Krygier, Waclaw Kuchar.
 Německo –  Maďarsko	5:0 (3:0, 2:0)
27. ledna 1927 (17:00) – Vídeň (Platz des Wiener Eislaufvereines)

Branky a nahrávky Německa: 4. Gustav Jaenecke, 7. Gustav Jaenecke, 9. Gustav Jaenecke, 38. Horst Orbanovsky, 40. Horst Orbanovsky (Franz Kressel).

Rozhodčí: Andrzej Osiecimski (POL)
Německo: Mathias Leiss – Walter Sachs, Alex Gruber – Erich Römer, Horst Orbanowski, Gustav Jaenecke.

Náhradníci: Hans Schmidt, Franz Kreisel.
Maďarsko: Mátyás Farkas – Péter Krempels, Géza Lator, Frigyes Barna, Tamás Oláh, Béla Weiner.

Náhradníci: István Bethlen, József Révay.
 Československo –  Polsko	1:1 (1:0, 0:1)
27. ledna 1927 (20:00) – Vídeň (Platz des Wiener Eislaufvereines)

Branka a nahrávka Československa: 3. Josef Maleček (Bohumil Steigenhöfer).

Branka a nahrávka Polska: 6. Aleksander Tupalski (Tadeusz Adamowski).

Rozhodčí: Andre Poplimont (BEL)
ČSR: Jan Peka – Valentin Loos, Jaroslav Pušbauer – Jaroslav Jirkovský, Josef Maleček, Josef Šroubek.

Náhradníci: Jan Krásl, Bohumil Steigenhöfer.
Polsko: Edmund Czaplicki – Aleksander Kowalski, Lucjan Kulej – Aleksander Tupalski, Tadeusz Adamowski, Kazimierz Zebrowski.

Náhradníci: Wlodzimierz Krygier, Waclaw Kuchar.
 Rakousko –  Belgie 	1:0 (0:0, 1:0)
27. ledna 1927 (21:00) – Vídeň (Platz des Wiener Eislaufvereines)

Branka a nahrávky Rakouska: 29. Ulrich Lederer (Walter Sell, Walter Brück).

Rozhodčí: Walter Sachs (GER)
Rakousko: Hermann Weiss – Walter Sell, Peregrin Spevak, Herbert Brück, Walter Brück, Ulrich Lederer.

Náhradníci: Alfred Revi, Josef Göbel.
Belgie: Hector Chotteau – Roger Bureau, Louis Franck – Wilhelm Kraitz, David Meyer, Pierre van Reysschoot.

Náhradníci: Albert Collon, Louis de Ridder.
 Československo –  Maďarsko 5:0 (2:0, 3:0)
28. ledna 1927 (17:00) – Vídeň (Platz des Wiener Eislaufvereines)

Branky a nahrávky Československa: 19. Josef Maleček (Josef Šroubek), 20. Josef Maleček (Jan Krásl), 23. Josef Šroubek (Josef Maleček), 37. Josef Maleček, 41. Josef Šroubek (Josef Maleček).

Rozhodčí: Peregrin Spewak (AUT)
ČSR: Jan Peka – Jaroslav Pušbauer, Josef Šroubek – Josef Maleček, Bohumil Steigenhöfer, Karel Hartmann.

Náhradníci: Jan Krásl, Karel Rada.
Maďarsko: Ordódy Béla – Péter Krempels, Géza Lator, Sándor Minder, Tamás Oláh, Béla Weiner.

Náhradníci: Frigyes Barna, József Révay.
 Belgie –  Polsko 	2:2 (1:1, 1:1)
28. ledna 1927 (20:00) – Vídeň (Platz des Wiener Eislaufvereines)

Branky a nahrávky Belgie: 4. Wilhelm  Kreitz (Pierre Van Reyschoot), 25. Pierre Van Reyschoot 

Branky a nahrávky Polska: 3. Aleksander Tupalski, 30. Kazimierz Zebrowski.

Rozhodčí: Weinberger (AUT)
Belgie: Hector Chotteau – Roger Bureau, Louis Franck – Wilhelm Kraitz, David Meyer, Pierre van Reysschoot,

Náhradníci: Albert Collon, Louis de Ridder
Polsko: Edmund Czaplicki – Aleksander Kowalski, Lucjan Kulej – Aleksander Tupalski, Tadeusz Adamowski, Kazimierz Zebrowski.

Náhradníci: Jozef Stogowski, Wlodzimierz Krygier.
 Rakousko –  Německo	2:1 (1:1, 1:0)
28. ledna 1927 (21:00) – Vídeň (Platz des Wiener Eislaufvereines)

Branky a nahrávky Rakouska: 7. Peregrin Spewak, 25. Ulrich Lederer (Walter Sell, Herbert Brück) 

Branka a nahrávka Německa: 12. Gustav Jaenecke (Horst Orbanowski).

Rozhodčí: Paul Loicq (BEL)
Rakousko: Hermann Weiss – Walter Sell, Peregrin Spevak, Herbert Brück, Walter Brück, Ulrich Lederer.

Náhradníci: Kurt Weiss, Josef Göbel.
Německo: Mathias Leiss – Walter Sachs, Hans Schmidt – Erich Römer, Horst Orbanowski, Gustav Jaenecke.

Náhradníci: Franz Kreisel.
 Belgie –  Německo	3:0 (2:0, 1:0)
29. ledna 1927 (17:00) – Vídeň (Platz des Wiener Eislaufvereines)

Branky a nahrávky Belgie: 13. David Meyer (Wilhelm Kreitz), 17. Pierre van Reyschoot (Roger Bureau), 37. Wilhelm Kreitz (Pierre van Reysschoot).

Rozhodčí: Josef Maleček (TCH)
Belgie: Hector Chotteau – Roger Bureau, Louis Franck – Wilhelm Kraitz, David Meyer, Pierre van Reysschoot.

Náhradníci: Albert Collon, Louis de Ridder.
Německo: Mathias Leiss – Walter Sachs, Franz Kreisel – Alex Gruber, Horst Orbanowski, Gustav Jaenecke.

Náhradníci: Erich Römer.
 Polsko –  Maďarsko	6:1 (3:0, 3:1)
29. ledna 1927 (20:00) – Vídeň (Platz des Wiener Eislaufvereines)

Branky a nahrávky Polska: 8. Tadeusz Adamovski, 10. Tupalsky, 18. Tadeusz Adamovski, 31. Tadeusz Adamovski, 32. Tupalsky, 37. Tadeusz Adamovski. 

Branka Maďarska: 22. József Revay.

Rozhodčí: Andre Poplimont (BEL)
Polsko: Edmund Czaplicki – Aleksander Kowalski, Lucjan Kulej – Aleksander Tupalski, Tadeusz Adamowski, Kazimierz Zebrowski.

Náhradníci: Wlodzimierz Krygier.
Maďarsko: Béla Ordódy – Péter Krempels, Géza Lator, Sándor Minder, Tamás Oláh, Béla Weiner.

Náhradníci: Frigyes Barna, József Révay.
 Československo –  Rakousko	0:1 (0:0, 0:1)
29. ledna 1927 (21:00) – Vídeň (Platz des Wiener Eislaufvereines)

Branka Rakouska: 38. Herbert Brück.

Rozhodčí: Paul Loicq (BEL)

Vyloučení: 0:3
ČSR: Jan Peka – Valentin Loos, Jaroslav Pušbauer – Jaroslav Jirkovský, Josef Maleček, Josef Šroubek.

Náhradníci: Jan Krásl, Karel Hartmann.
Rakousko: Hermann Weiss – Walter Brück, Walter Sell, Peregrin Spevak, Herbert Brück, Ulrich Lederer.

Náhradníci: Kurt Weiss, Josef Göbel.

## Soupisky
1.  Rakousko

Brankář: Herman Weiss, Kurt Wollinger.

Obránci: Walter Brück,  Peregrin Spevak.

Útočníci: Herbert Brück, Ulrich Lederer, Walter Sell, Alfred Revi, Hans Tatzer, Josef Göbel, Kurt Weiß.
2.  Belgie

Brankář: Hector Chotteau.

Obránci: Roger Bureau, Albert Collon, Louis Franck.

Útočníci: Louis de Ridder, Wilhelm Kraitz, David Meyer, Charles Mulder, André Poplimont, Pierre van Reysschoot, Jacques van Reysschoot, Gaston Van Volxem.
3.  Německo

Brankáři: Alfred Steinke, Mathias Leiss.

Obránci: Franz Kreisel, Walter Sachs.

Útočníci: Horst Orbanowski, Fritz Rammelmayer, Gustav Jaenecke, Wolfgang Kittel, Erich Römer, Hans Schmidt, Alex Gruber.
4.  Polsko

Brankáři: Edmund Czaplicki, Jozef Stogowski.

Obránci: Aleksander Kowalski, Lucjan Kulej.

Útočníci: Taddeusz Adamowski, Wlodzimierz Krygier, Waclaw Kuchar, Alexander Tupalski, Kazimierz Zebrowski, Kazimierz Sogolowski, Andrzej Osiecimski.
5.  Československo

Brankáři: Jan Peka, Jaroslav Pospíšil.

Obránci: Jaroslav Pušbauer, Valentin Loos.

Útočníci: Josef Šroubek, Josef Maleček, Jaroslav Jirkovský, Jan Krásl, Karel Rada, Václav Doležal, Karel Hartmann, Bohumil Steigenhöfer.
6.  Maďarsko

Brankáři: Matyás Farkas, Bela Ordódy.

Hráči: Frigyes Barna, István Bethlen, Peter Krempels, István Krepuska, Géza Lator, Sándor Minder, Tamás Oláh, Jozsef Révay, Béla von Weiner.